# Sara (Békuy)
Pour les articles homonymes, voir Sara.
Sara est un village du département et la commune rurale de Békuy, situé dans la province du Tuy et la région des Hauts-Bassins au Burkina Faso.

## Géographie

### Situation et environnement
Sara se trouve à environ 11 km au nord-est de Békuy.

### Démographie
- En 2006, le village comptait 3 850 habitants recensés[1].

## Transports
Le village est traversé par la route nationale 10 qui relie du sud-ouest la capitale régionale Bobo-Dioulasso à Ouahigouya via Dédougou et Tougan vers le nord-est.

## Santé et éducation
Sara accueille un centre de santé et de promotion sociale (CSPS).